# Dociostaurus diamesus
Dociostaurus diamesus is een rechtvleugelig insect uit de familie veldsprinkhanen (Acrididae). De wetenschappelijke naam van deze soort is voor het eerst geldig gepubliceerd in 1948 door Bey-Bienko.